# Maďarsko na Letních olympijských hrách 1980
Maďarsko na Letních olympijských hrách 1980 v Moskvě reprezentovalo 263 sportovců, z toho 182 mužů a 81 žen. Nejmladší účastnicí byla sportovní gymnastka Erika Csányi (15 let, 61 dní), nejstarším účastníkem pak parkurový jezdec András Balogi (38 let, 360 dní). Reprezentanti vybojovali 32 medailí, z toho 7 zlatých, 10 stříbrných a 15 bronzových.

## Medailisté
| Medaile | Jméno | Sport                | Disciplína            |
| ------- | --- | -------------------- | --------------------- |
| Zlato   | László Foltán István Vaskuti | kanoistika           | C2 500 m              |
| Zlato   | Zoltán Magyar | sportovní gymnastika | kůň našíř             |
| Zlato   | Károly Varga | sportovní střelba    | malorážka vleže       |
| Zlato   | Sándor Wladár | plavání              | 200 m znak            |
| Zlato   | Péter Baczakó | vzpírání             | střední těžká váha    |
| Zlato   | Ferenc Kocsis | zápas                | řecko-římský do 74 kg |
| Zlato   | Norbert Növényi | zápas                | řecko-římský do 90 kg |
| Stříbro | István Joós István Szabó | kanoistika           | K2 1000 m             |
| Stříbro | Ernő Kolczonay | šerm                 | kord jednotlivci      |
| Stříbro | Magda Marosová | šerm                 | fleret jednotlivci    |
| Stříbro | Tamás Szombathelyi | moderní pětiboj      | jednotlivci           |
| Stříbro | László Horváth Tibor Maracskó Tamás Szombathelyi | moderní pětiboj      | družstvo mužů         |
| Stříbro | Zoltán Verrasztó | plavání              | 200m znak             |
| Stříbro | Alban Vermes | plavání              | 200m prsa             |
| Stříbro | Lajos Rácz | zápas                | řecko-římský do 52 kg |
| Stříbro | István Tóth | zápas                | řecko-římský do 62 kg |
| Stříbro | József Balla | zápas                | volný styl nad 100 kg |
| Bronz   | János Váradi | box                  | muší váha             |
| Bronz   | István Lévai | box                  | těžká váha            |
| Bronz   | Éva Rakusz Mária Zakariás | kanoistika           | K2 500 m              |
| Bronz   | Imre Gedővári | šerm                 | šavle jednotlivci     |
| Bronz   | Imre Gedővári Pál Gerevich Ferenc Hammang György Nébald Rudolf Nébald                                                                                  | šerm                 | družstvo mužů, šavle  |
| Bronz   | Edit Kovács Magda Marosová Ildikó Schwarczenbergerová Gertrúd Stefaneková Zsuzsanna Szőcsová                                                           | šerm                 | družstvo žen, fleret  |
| Bronz   | Ferenc Donáth György Guczoghy Zoltán Kelemen Zoltán Magyar Péter Kovács István Vámos                                                                   | sportovní gymnastika | družstvo mužů         |
| Bronz   | Tibor Kincses | judo                 | Muži do 60 kg         |
| Bronz   | András Ozsvár | judo                 | Muži bez rozdílu vah  |
| Bronz   | Zoltán Verrasztó | plavání              | 400 m polohovka       |
| Bronz   | György Szalai | vzpírání             | těžká váha            |
| Bronz   | Endre Molnár István Szívós Attila Sudár György Gerandás György Horkai Gábor Csapó István Kiss István Udvardi László Kuncz Tamás Faragó Károly Hauszler | vodní polo           | družstvo mužů         |
| Bronz   | Ferenc Seres | zápas                | řecko-římský do 48 kg |
| Bronz   | István Kovács | zápas                | volný styl do 82 kg   |
| Bronz   | Szabolcs Detre Zsolt Detre | jachting             | Flying Dutchman       |